# Louis-Aimé Martin
Pour les articles homonymes, voir Louis Martin et Martin.
 (octobre 2022).
Si vous disposez d'ouvrages ou d'articles de référence ou si vous connaissez des sites web de qualité traitant du thème abordé ici, merci de compléter l'article en donnant les références utiles à sa vérifiabilité et en les liant à la section « Notes et références ».
Louis-Aimé Martin (né à Lyon en 1782 et mort à Paris en 1847) est un littérateur français, ami d'Alphonse de Lamartine et de Bernardin de Saint-Pierre, dont il fut aussi l'élève et dont il épouse la veuve et édite les Œuvres (1817-1819, 12 vol.).

## Biographie
Il abandonne l'étude du droit pour se livrer à son goût pour les lettres, se rend malgré sa famille à Paris en 1809, cherche des ressources dans des travaux littéraires, et se fait avantageusement connaître en 1811 par la publication de ses Lettres à Sophie sur la physique, la chimie et l'histoire naturelle. Deux ans plus tard, il est nommé professeur d'histoire et de belles-lettres à l'Athénée, puis devient professeur de belles-lettres, d'histoire et de morale à l'École polytechnique, secrétaire rédacteur de la Chambre des députés en 1815, et enfin conservateur de la bibliothèque Sainte-Geneviève. 
Il habite 86 rue de la Tour (Passy).
Ses obsèques ont lieu le 23 juin 1847 à Paris dans le cimetière où Bernardin de Saint-Pierre est enterré.

## Œuvres
Son ouvrage le plus connu est les Lettres à Sophie, livre composé sur le modèle des Lettres sur la mythologie, de Demoustier, et qui joint à une érudition sérieuse et variée un style plein de grâce et d'élégance (Paris, 1811, 2 vol. in-8°). Parmi ses autres écrits, nous citerons : 
- Étrennes à la jeunesse (Paris, 1809-1812) ;
- Raymond (Paris, 1812) ;
- Essai sur la vie et les ouvrages de Bernardin de Saint-Pierre, dans lequel il défend sa mémoire avec un culte religieux (Paris, 1820, in-8°) ;
- De l'éducation des mères de famille ou De la civilisation du genre humain par les femmes, ouvrage couronné par l'Académie française (Paris, 1834, 2 vol. in-12) ;
- Guide pittoresque de l'étranger à Paris (Paris, 1834) ;
- Plan d'une bibliothèque universelle, remarquable introduction du Panthéon littéraire (Paris, 1837, in-8°);
- Caligula, tragédie en cinq actes (Paris, 183S) ;
- Le Livre du cœur ou Entretiens des sages de tous les temps sur l'amitié (in-32) ;
- La Gageure, comédie en un acte et en vers (Montpellier, 1838) ;
- On lui doit, en outre, de nombreux, articles dans le Journal des Débats, le Journal des connaissances utiles, le Bulletin du bibliophile ;
- Il a édité les Harmonies de la nature, de Bernardin de Saint-Pierre (1815), la Correspondance de Bernardin de Saint-Pierre (1826), les Œuvres de Racine, La Fontaine, Molière, Boileau, Delille, Descartes, etc.

## Un témoignage de reconnaissance
« Aimé-Martin, a dit Alphonse de Lamartine dans le discours prononcé sur sa tombe, avait trouvé dans sa vie même l'occasion et pour ainsi dire la filiation de ses idées » :

« Jean-Jacques Rousseau, sur la fin de ses jours, dans ses promenades solitaires et dans ses herborisations autour de Paris, avait versé son âme dans celle de Bernardin de Saint-Pierre ; à son tour, l'auteur de Paul et Virginie, dans sa vieillesse, avait versé la sienne dans le cœur d'Aimé-Martin, son plus cher disciple. En sorte que, par une chaîne non interrompue de conversations et de souvenirs rapprochés, l'âme d'Aimé Martin avait contracté parenté avec les âmes de Fénelon, de Jean-Jacques Rousseau et de Bernardin de Saint-Pierre : société spiritualiste, génération intellectuelle de Platon, dont il aurait été si doux à notre ami de prévoir que les noms seraient prononcés sur son cercueil, comme ceux de ses parrains dans l'immortalité. ... Sa vie privée ne fut qu'une longue suite d'amitiés. »

— Œuvres de M.A. de Lamartine, Recueillements poétiques, Paris : Firmin Didot, 1850, pp. 43–44.